# 潘帕科查湖 (阿亞庫喬大區)
12°54′45″S 74°09′14″W / 12.91250°S 74.15389°W
潘帕科查湖（Pampaqucha），是秘魯的湖泊，位於該國中南部阿亞庫喬大區的萬塔省，處於拉蘇維爾卡湖以南、亞納科查湖西南面的安第斯山脈地區，海拔高度4,600米。